# Dennis Morgan

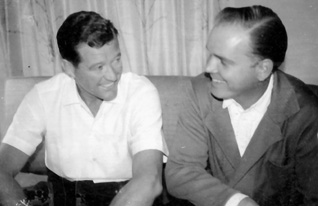
Dennis Morgan (links) in Reno 1960

Dennis Morgan (* 20. Dezember 1908 in Prentice, Wisconsin; † 7. September 1994 in Fresno, Kalifornien, eigentlich Earl Stanley Morner) war ein US-amerikanischer Sänger und Filmschauspieler.

## Leben
Morgan kam 1908 als Sohn von Grace J. (geb. Vandusen) und Frank Edward Morner in Prentice, Wisconsin, zur Welt. Sein Vater war schwedischer Herkunft. Während seiner Schulzeit in Wisconsin spielte Morgan in Theaterstücken mit und war Mitglied eines Gesangsvereins. Später ging er auf das Carrol College in Waukesha, wo er dem Football-Team angehörte. Anschließend studierte er Gesang am Wisconsin Conservatory of Music in Milwaukee und danach am American Conservatory in Chicago. Nach seiner Gesangsausbildung arbeitete er als Radiosprecher und reiste zusammen mit einer Operntruppe umher, mit der er unter anderem Bizets Carmen aufführte. Beim Film trat er ab 1936 zunächst unter seinem eigentlichen Namen Stanley Morner in kleinen Nebenrollen in Produktionen von MGM und Paramount Pictures auf.
Als ihn Warner Brothers 1939 unter Vertrag nahm, erhielt er seinen Künstlernamen Dennis Morgan. Ein Jahr später hatte er seinen Durchbruch in Fräulein Kitty (1940) an der Seite von Ginger Rogers. Der 1,88 Meter große Morgan avancierte daraufhin zum beliebten Sänger und Darsteller des US-amerikanischen Films. Mit seinem besten Freund Jack Carson stand er in mehr als zehn Filmen gemeinsam vor der Kamera, so etwa in Wings of Eagle (1942) und Thank Your Lucky Stars (1943). Ab den 1950er Jahren wirkte er häufig in Fernsehproduktionen wie Alfred Hitchcock Presents (1958) mit. Als sein Freund Errol Flynn am 14. Oktober 1959 starb, sang er auf dessen Beerdigung das Lied Home Is the Sailor.
In den 1960er Jahren zog sich Morgan zunehmend aus dem Showgeschäft zurück und arbeitete danach erfolgreich als Geschäftsmann. Mit seiner Frau Lillian Vedder, die er 1933 geehelicht hatte, war Morgan bis zu seinem Tod verheiratet. Aus der Ehe gingen zwei Söhne, Stanley Jr. und James, sowie Tochter Kristin hervor. Letztere war als Achtjährige neben ihrem Vater in dem Film My Wild Irish Rose (1947) zu sehen. Dennis Morgan starb 1994 in Fresno an respiratorischer Insuffizienz. Er wurde auf dem Oakhill Cemetery in Oakhurst, Kalifornien, beigesetzt.

## Filmografie (Auswahl)
- 1936: I Conquer the Sea!
- 1936: Der große Ziegfeld (The Great Ziegfeld)
- 1936: Suzy
- 1937: Mama Steps Out
- 1937: Song of the City
- 1937: Seekadetten (Navy Blue and Gold)
- 1938: Men with Wings
- 1938: King of Alcatraz
- 1938: Illegal Traffic
- 1939: Waterfront
- 1939: No Place to Go
- 1939: Das zweite Leben des Dr. X (The Return of Doctor X)
- 1940: The Fighting 69th
- 1940: 3 Cheers for the Irish
- 1940: Flight Angels
- 1940: Fräulein Kitty (Kitty Foyle)
- 1941: Der Herzensbrecher (Affectionately Yours)
- 1941: Kisses for Breakfast
- 1941: Die Rächer von Missouri (Bad Men of Missouri)
- 1942: Helden der Lüfte (Captains of the Clouds)
- 1942: Ich will mein Leben leben (In This Our Life)
- 1942: Wings for the Eagle
- 1943: The Hard Way
- 1943: Thank Your Lucky Stars
- 1943: Liebeslied der Wüste (The Desert Song)
- 1944: Shine on Harvest Moon
- 1944: The Very Thought of You
- 1944: Hollywood Canteen
- 1945: God Is My Co-Pilot
- 1945: Weihnachten nach Maß (Christmas in Connecticut)
- 1946: One More Tomorrow
- 1946: Two Guys from Milwaukee
- 1946: Der Himmel voller Geigen (The Time, the Place and the Girl)
- 1947: Schmutzige Dollars (Cheyenne)
- 1947: My Wild Irish Rose
- 1948: To the Victor
- 1948: Two Guys from Texas
- 1948: One Sunday Afternoon
- 1949: Ein tolles Gefühl (It’s Great Feeling)
- 1949: Glück in Seenot (The Lady Takes a Sailor)
- 1950: Mordsache: Liebe (Perfect Strangers)
- 1950: Pretty Baby
- 1951: Überfall am Raton-Paß (Raton Pass)
- 1951: Painting the Clouds with Sunshine
- 1952: This Woman Is Dangerous
- 1952: Cattle Town
- 1955: Piratenblut (Pearl of the South Pacific)
- 1955: The Gun That Won the West
- 1955: Crossroads (TV-Serie, eine Folge)
- 1956: Uranium Boom
- 1958: Alfred Hitchcock Presents (TV-Serie, eine Folge)
- 1959: 21 Beacon Street (TV-Serie, 13 Folgen)
- 1962: Saints and Sinners (TV-Serie, eine Folge)
- 1963: Heute Abend Dick Powell (The Dick Powell Show) (TV-Serie, eine Folge)
- 1968: Petticoat Junction
- 1968: Rogue’s Gallery (TV-Serie, eine Folge)
- 1976: Won Ton Ton – der Hund, der Hollywood rettete (Won Ton Ton, the Dog Who Saved Hollywood)
- 1980: Love Boat (The Love Boat) (TV-Serie, eine Folge)